# Georg Friedrich Puchta
Georg Friedrich Puchta (Cadolzburg, 1798. augusztus 31. – Berlin, 1846. január 8.) német jogtudós.

## Életpályája
Wolfgang Heinrich Puchta (1769–1843) jogtudós és Johanna Philippina Heim elsőszülött gyermeke. Erlangenben tanult, ahol 1820-ban magántanár, majd 1823-ban rendkívüli tanár lett. 1828-ban rendes tanár a müncheni egyetemen, 1835-ben Marburgban, 1837-ben Lipcsében, 1842-ben Berlinben, ahol 1844-ben a legfelsőbb törvényszék titkos tanácsosává, 1845-ben az államtanács tagjává nevezték ki. Különösen a római jog magyarázásában volt első rangú tekintély.

## Művei
- Lehrbuch der Pandekten (12. kiad. Schirmer átdolgozásában, Lipcse, 1877);
- Kursus der Institutionen (10. kiad. Krüger átdolgozásában, uo. 1893);
- Vorlesungen über das heutige röm. Recht (kiadta Rudorff, 6. kiad. uo. 1873-74);
- Civilistische Abhandlungen (Berlin 1823);
- Encyklopädie als Einletung zu Institutionen-Vorlesungen (uo. 1825);
- Das Gewohnheitsrecht (Erlangen 1828-37);
- Lehrbuch für Institutionen-Vorlesungen (München, 1829);
- System des gemeinen Civilrechts, zum Gebrauch bei Pandekten-Vorlesungen (uo. 1832);

Kisebb iratait (Kleine civilist. Schriften, Lipcse, 1851) Rudorff adta ki.